# Léon Lelarge
Pour les articles homonymes, voir Lelarge.
Louis Léon Lelarge né le 17 février 1811 à Béru (Yonne) et mort le 5 décembre 1863 à Paris 5e, est un auteur dramatique français.

## Biographie
En dehors de ses pièces représentées entre 1850 et 1854, on sait peu de chose de Léon Lelarge sinon qu'il a fondé en 1841 un établissement d'enseignement sous le nom d' Institution Lelarge dans le 5ème arrondissement de Paris. À l'époque déjà, au moment des premières représentations de sa comédie Le Chevalier de Servigny en juin 1850, la presse s'interrogeait sur l'identité réelle de son auteur, alors inconnu au théâtre, et sur l'utilisation possible d'un pseudonyme par la comédienne Augustine Brohan ou encore par l'actrice Alice Ozy qui interprétait le rôle d'Ernestine dans la pièce, voire par l'acteur et auteur dramatique Charles Odry pourtant retiré de la scène depuis près de dix ans.
Ses pièces ont été montées, entre autres, au théâtre des Variétés et au théâtre du Vaudeville. Après la comédie-vaudeville Thibaut l'ébéniste représentée en août 1854 aux Variétés, Léon Lelarge quitte définitivement le milieu du théâtre pour se consacrer entièrement à la direction de son institution jusqu'à son décès intervenu en décembre 1863 à l'âge de 52 ans.

## Œuvres
- 1850 : Le Chevalier de Servigny, comédie en 1 acte et en vers, au théâtre des Variétés (2 juin)[8]
- 1852 : Un voyage autour de Paris, vaudeville en 3 actes et 5 tableaux, avec Paul Faulquemont, au théâtre des Délassements-Comiques (11 juin)[9] [non imprimée]
- 1852 : Les Deux Inséparables, comédie-vaudeville en 1 acte, avec Paul Faulquemont, au théâtre des Variétés (28 novembre)
- 1852 : Le Portier de sa maison, vaudeville en 1 acte, avec Clairville, au théâtre du Vaudeville (9 juin)[10]
- 1853 : Le Dernier Seigneur de village, vaudeville en 1 acte, avec Paul Faulquemont, au théâtre de la Gaîté (22 mars) [non imprimée]
- 1854 : Sur un marronnier, vaudeville en 1 acte, au théâtre de la Gaîté (12 avril) [non imprimée]
- 1854 : Sous un bec de gaz, scènes de la vie nocturne en une nuit, avec Amédée de Jallais et Charles Cabot, musique de Pierre-Julien Nargeot, au théâtre des Variétés (26 mai)[11]
- 1854 : Thibaut l'ébéniste, comédie-vaudeville en 1 acte, avec Bernard Lopez, au théâtre des Variétés (14 août)[12].